# 島根県立松江農林高等学校
島根県立松江農林高等学校（しまねけんりつ まつえのうりんこうとうがっこう, Shimane Prefectural Matsue Agricultural and Forestry High School）は、島根県松江市に所在する公立の高等学校。略称「松農」（まつのう）。

## 概要
歴史
1900年（明治33年）に開校した「島根県農林学校」を前身とする。1948年（昭和23年）の学制改革の際に新制高等学校「島根県立松江農林高等学校」（初代）となった。1951年（昭和26年）に島根県立島根農科大学の附属高等学校となった後、1968年（昭和43年）に現校名の「島根県立松江農林高等学校」（2代目）となった。長年農業に関する学科を設置していたが、1997年（平成9年）の学科改編により総合学科を新設し、農業に関する生物生産科・環境土木科と合わせ3学科体制となった。2010年（平成22年）に創立110周年を迎えた。
設置課程・学科
全日制課程 3学科
- 生物生産科
- 環境土木科
- 総合学科
  - 食品科学系列
  - 福祉サービス系列
  - 地域クリエイト系列

校訓
質実・剛健、自主・創造、奉仕・協同
校章

校歌
作詞は能美甲子郎、作曲は田部肇による。歌詞は2番まであり、2番に校名の「松江農高」が登場する。

## 沿革
農業学校時代
- 1900年（明治33年）
  - 3月29日 - 「島根県農林学校」の設立が認可される。
  - 5月26日 - 開校式を挙行。（開校記念日）
- 1901年（明治34年）6月5日 - 「島根県立農林学校」と改称。
- 1902年（明治35年）
  - 4月1日 - 島根県立農業教員養成所を附設。予科を設置。
  - 4月5日 - 八束郡乃木村福富の新校舎に移転。
- 1903年（明治36年）
  - 2月18日 - 飯石郡来島村演習林を開設。
  - 3月31日 - 附設の農業教員養成所を廃止。
  - 4月1日 - 専攻科を設置。
- 1905年（明治38年）3月31日 - 専攻科を廃止。
- 1906年（明治39年）4月1日 - 畜産科を新設。
- 1907年（明治40年）
  - 5月4日 - 東宮が松を植樹。
  - 6月1日 - 畜産科の卒業生に獣医蹄鉄工免許が認定される。
- 1908年（明治41年）1月30日 - 校舎を増築。
- 1912年（明治45年）4月1日 - 予科を廃止。
- 1913年（大正2年）4月1日 - 農業教員養成所を附設（再）。
- 1915年（大正4年）11月11日 - 御大典記念演習林を設置。
- 1917年（大正6年）4月1日 - 島根県立農業補習学校を附設。
- 1919年（大正8年）3月21日 - 附設の農業教員養成所を廃止。
- 1920年（大正9年）12月28日 - 「島根県立松江農林学校」と改称。
- 1924年（大正13年）4月1日 - 畜産科を獣医畜産科に改称。修業年限を4年とする。
- 1925年（大正14年）3月31日 - 青年学校令の公布・施行により、併設の農業補習学校を廃止。
- 1933年（昭和8年）3月31日 - 園芸科と産業組合科の2学科を設置。
- 1935年（昭和10年）12月1日 - 元・島根県立種畜場跡を本校農場に併合。
- 1936年（昭和11年）
  - 3月31日 - 獣医畜産科と園芸科の2学科を廃止し、第1種農林科を設置。
  - 11月30日 - 養蚕室を移転改築。
- 1937年（昭和12年）3月31日 - 寄宿舎が完成。
- 1938年（昭和13年）7月31日 - 乃木演習林に畑地を開墾。
- 1939年（昭和14年）
  - 5月28日 - 校舎を増築。
  - 8月1日 - 島根県傷痍軍人松江補導所を設置。
  - 12月2日 - プールが完成。
- 1940年（昭和15年）
  - 5月6日 - 獣医畜産科を設置。
  - 10月4日 - 紀元2600年を記念して造林を行う。
- 1943年（昭和18年）4月1日 - 林業科を設置。
- 1944年（昭和19年）
  - 3月31日 - 産業組合科を廃止。
  - 4月1日 - 農業土木科を設置。
- 1945年（昭和20年）
  - 3月 - 決戦教育措置要綱[1]が閣議決定され、同年4月から翌年3月末まで授業が停止されることとなる。
  - 4月 - 授業を停止。学徒動員（勤労動員）は継続。
  - 5月22日 - 戦時教育令が公布され、授業を無期限で停止することが法制化される。
  - 8月15日 - 終戦。
  - 9月 - 授業を再開。
- 1946年（昭和21年）4月1日 - 獣医畜産科を畜産科に改称。
- 1947年（昭和22年）
  - 3月1日 - テニスコートが完成。
  - 4月1日 - 学制改革（六・三制の実施、新制中学校の発足）
    - 農林学校の募集を停止。
    - 新制中学校を併設（名称:島根県立松江農林学校併設中学校、以下:併設中学校）し、農林学校1・2年修了者を新制中学校2・3年生として収容。
    - 併設中学校は経過措置としてあくまで暫定的に設置されたため、新たに生徒募集は行われず、在校生が2・3年生のみの中学校であった。
    - 農林学校の3年修了者はそのまま農林学校に在籍し、4年生となる。

新制・農業高等学校
- 1948年（昭和23年）
  - 4月1日 - 学制改革（六・三・三制の実施、新制高等学校の発足）により、農林学校が廃止され、新制高等学校「島根県立松江農林高等学校」が発足。
    - 5課程（農業・林業・農業土木・畜産・農産製造）を設置。通信教育部を設置。
    - 農林学校卒業生（4年修了者）を新制高校2年生、併設中学校卒業生（3年修了者）を新制高校1年生として収容。
    - 併設中学校は新制高校に継承され（名称:島根県立松江農林高等学校併設中学校）、在校生が1946年（昭和21年）に農林学校へ最後に入学した3年生のみとなる。

  - 7月24日 - 定時制本庄分校（農業科）を設置。
- 1949年（昭和24年）
  - 2月28日 - 八束郡町村会の寄贈により、加工室が完成
  - 3月31日 - 最後の卒業生を送り出し、併設中学校を廃止（旧制4年から新制3年への移行が完了）。
  - 9月23日 - 開校50周年を記念し、図書館を設置。
- 1951年（昭和26年）
  - 3月31日 - 通信教育部を島根県立松江産業高等学校[2]に移管。
  - 4月1日 - 新設の島根県立島根農科大学に移管され、「島根県立島根農科大学附属農林高等学校」となる。
  - 5月31日 - 新校舎（第1期・第2期工事）が完了し、17教室が完成。
  - 6月5日 - 新校舎に一部移転。
  - 10月10日 - 新校舎（第3期工事）が完成。
  - 10月12日 - 新校舎へ移転を完了。
- 1953年（昭和28年）1月27日 - 第二体育館が完成。
- 1955年（昭和30年）10月10日 - 第三体育館が完成。
- 1959年（昭和34年）4月1日 - 運動場を拡張。
- 1960年（昭和35年）4月1日 - 定時制本庄分校に家庭科を設置。
- 1964年（昭和39年）4月1日 - 定時制本庄分校の募集を停止し、本校に移転。
- 1965年（昭和40年）4月1日 - 農業科を1学級減じ、生活科を1学級設置。
- 1966年（昭和41年）3月31日 - 定時制本庄分校を廃止。
- 1968年（昭和43年）4月1日 - 島根農科大学の国立移管に伴い、「島根県立松江農林高等学校」と改称（再）。
- 1969年（昭和44年）4月1日 - 園芸科を設置。
- 1970年（昭和45年）
  - 9月16日 - 松農記念館が完成。
  - 12月20日 - 第1体育館が完成。
- 1973年（昭和48年）4月1日 - 農産製造科を食品製造科に改称。
- 1978年（昭和53年）3月 - 畜魂碑を建立。
- 1979年（昭和54年）5月30日 -「中日友好の船」訪日団が来校。
- 1982年（昭和57年）8月5日 - 食堂が完成。
- 1983年（昭和58年）3月23日 - 果樹園を設置。
- 1984年（昭和59年）12月24日 - 寄宿舎「湖南寮」が完成。
- 1985年（昭和60年）
  - 9月30日 - 管理・教室棟が完成。
  - 11月2日 - 新校舎へ移転完了。
  - 12月25日 - 体育部室が完成。
- 1986年（昭和61年）2月10日 - 格技場が完成。
- 1987年（昭和62年）
  - 3月20日 - 産振棟が完成。
  - 3月31日 - 畜産科を廃止。
  - 4月1日 - 造園土木科を設置。
  - 11月12日 - 長江農場を廃止。
- 1988年（昭和63年）
  - 3月5日 - 農場管理棟（A）が完成。
  - 3月10日 - 造園土木科棟が完成。
  - 3月31日 - 林業科を廃止。
  - 10月 - 第39回日本学校農業クラブ全国大会が島根県で行われる。
- 1989年（平成元年）
  - 3月31日 - 生活科を廃止。
  - 7月8日 - 記念碑「松農魂永遠に」を建立。
- 1990年（平成2年） 
  - 2月13日 - 校木（曙杉）を植樹。
  - 6月29日 - 第二松農記念館が完成。
- 1993年（平成5年）3月31日 - グラウンドを拡張。
- 1996年（平成8年）10月16日 - 上海市農業学校と友好学校協議書を交換。
- 1997年（平成9年）4月1日 - 農業科、園芸科、農業土木科、造園土木科、食品製造科の生徒募集を停止。以上の学科を改編し生物生産科・環境土木科・総合学科を設置。
- 1998年（平成10年）3月31日 - 食品科学棟、介護実習棟、伝統産業棟が完成。
- 1999年（平成11年）
  - 3月31日 - 穀物調整農業機械棟、生物工学棟が完成。 農業科、園芸科、農業土木科、造園土木科、食品製造科を廃止。
  - 4月16日 - 全校朝読書を開始。
  - 4月17日 - 開放農園を開始。
- 2000年（平成12年）
  - 3月24日 - 記念碑「松農健児の像」を建立。
  - 3月31日 - ふれあい広場が完成。
  - 7月1日 - 開校百周年記念式典を挙行。旧校門を復元。
- 2001年（平成13年）
  - 4月1日 - 学校評議員制度を導入。
  - 11月28日 - 創立100周年記念樹（モッコク）を植樹。
- 2002年（平成14年）8月26日 - マイクロバスを導入。
- 2003年（平成15年）3月24日 - 湖南寮を閉鎖。
- 2006年（平成18年）6月13日 - 上海市農林職業技術学院交流記念植樹を実施。
- 2007年（平成19年）4月1日 - 湖南寮を島根県立松江養護学校へ移管。

## 部活動
運動部
- サッカー部
- 剣道部
- バレーボール部
- 野球部
- ソフトテニス部
- 卓球部
- バスケットボール部
- 柔道部
- 陸上競技部
- バドミントン部

文化部
- 生活科学部
- 写真部
- 文芸部
- 演劇部
- 吹奏楽部
- 書道部
- 美術部
- 華道部
- 茶道部
- JRC（Junior Red Cross）
- 国際交流部

## 姉妹校
- 上海市農業学校（中国、上海市松江区）

## 著名な出身者
- 山本亮（政治家、元境町長）
- 池尻勉（元プロ野球選手）
- 小沢浩一（元プロ野球選手）
- 石原慎也（ミュージシャン、Saucy Dogのボーカル・ギター担当）